# Bach vom Dornlehle
Der Bach vom Dornlehle ist ein etwa einen Kilometer langer Bach  in der Stadtteilgemarkung Lendsiedel von Kirchberg an der Jagst im Landkreis Schwäbisch Hall im nordöstlichen Baden-Württemberg. Nach südwestlichem bis südlichem Lauf mündet er am flussaufwärtigen Ortsrand des Weilers Diembot von rechts in die mittlere Jagst.

## Bezeichnung
Das Gewässer ist auf der amtlichen Gewässerkarte nicht eingezeichnet und auf der topographischen Karte ohne Eigennamen. Auch die Klinge trägt bei beiden keinen Namen. Hilfsweise wurde er hier nach dem Gewann benannt, in der die Quelle liegt.

## Geographie

### Verlauf
Die Quelle des Baches liegt etwa 0,6 km nördlich des Lendsiedler Einzelgehöftes Sommerhof auf etwa 412 m ü. NHN in einem Feld des Gewanns Dornlehle wenig vor der Waldgrenze des Streitwaldes. In der Ackerfläche setzt abrupt ein wenig breiter und etwas 25 Meter langer Grünstreifen ein, in dem der Bach südwestwärts bis zur Feldgrenze an einem Wirtschaftsweg läuft. In selber Richtung setzt er sich jenseits des Weges als zwischen zwei Feldern laufender Graben fort. Auf dem begleitenden schmalen Grünstreifen stehen meist sporadisch, auf einem Abschnitt auch in dichter Folge Bäume und Gesträuch, zwischen denen sich der Graben leicht schlängelt.
Zwischen den Gebäuden des Sommerhofes zieht er in etwas weiteren Bögen zwischen zwei Wegquerungen durch eine kleine baumbestandene feuchte Wiese. Vor der letzten durchläuft er einen angestauten Löschteich. Jenseits der unteren Wegquerung tritt er nach etwa 0,7 km auf unter 375 m ü. NHN in seine waldbestandene kleine Klinge ein. In dieser ist das über zwei Meter breite Bett des nunmehr recht naturnahen Bachlaufs teils mit Steinen und Blöcken erfüllt, teils hat es lehmiges Sediment.
Nach etwas über 0,2 km geschlungenen und steilen Laufes erreicht der Bach den Klingenausgang unweit des ersten Hauses von Diembot und quert die dort am rechten Jagsttalhangfuß entlang in Richtung Eichenau verlaufende K 2517. Auf der anderen Seite der Kreisstraße zieht er zwischen Bauten eines Hofes hindurch und mündet bald danach von rechts und auf etwa 375 m ü. NHN in die mittlere Jagst.
Der nach einem ca. 1,1 km langen Lauf mit mittleren Sohlgefälle von etwa 84 ‰ rund 92 Höhenmeter unterhalb seiner Quelle mündende Bach hat nur periodischen Durchfluss.
Noch in der ersten Hälfte des 20. Jahrhunderts mündete der Bach in einen heute verfüllten rechten Mühlkanal neben der Jagst, dessen Wasser noch vor dem Lichsenbach in die Jagst zurückfloss.

### Einzugsgebiet
Der Bach vom Dornlehle hat ein etwa 0,5 km² großes Einzugsgebiet im Naturraum der Kocher-Jagst-Ebenen. Der weit größere Anteil vor der Klinge im Jagsttalhang liegt im Unterraum Bartenstein-Langenburger Platten der Östlichen Kocher-Jagst-Ebenen, der kleine mündungsnahe im Unterraum Mittleres Jagsttal des Jagsttales. Der höchste Punkt ganz im Nordosten im Streitwald erreicht nicht ganz 435 m ü. NHN, dort liegt ein Gebietsanteil im Wald, während der größere Teil darunter bis zur Jagsttalkante aus weiten Äckern besteht. Die einzigen Orte, die teilweise im Einzugsgebiet liegen, sind die beim Verlauf erwähnten Kleinsiedlungen Sommerhof und Diembot, insgesamt ist die Besiedlung also gering.
An der rechten, nordwestlichen Seite liegt Einzugsgebiet des nur etwa hundert Meter abwärts in Diembot in die Jagst mündenden größeren Lichsenbachs, während gegenüber im Bereich des Streitwaldes der jenseitige Abfluss über die Finstere Klinge viel weiter aufwärts den Fluss erreicht. Zwischen dieser Bachklinge und der des Baches vom Dornlehle gibt es nur ein winziges Hanggerinne zur Jagst.
Das gesamte Einzugsgebiet liegt in den Lendsiedler Stadtteilgemarkung von Kirchberg.

### Zuflüsse und Seen
Der Bach hat keine Zuflüsse. Im obersten Einzugsgebiet im Streitwald östlich der L 1041 liegen auf etwa 428 m ü. NHN nahe einer Gruppe von Hügelgräbern drei kleine Waldteiche von zusammen knapp 0,1 ha, deren Abfluss den Bach nicht in offenem Lauf erreicht.

## Geologie
Im obersten Einzugsgebiet im Streitwald steht der Gipskeuper (Grabfeld-Formation) an, weiter abwärts bis zur Hangkante des Jagsttales Lettenkeuper (Erfurt-Formation), in der Klinge und am Jagsttal streicht dann Oberer Muschelkalk aus. Außer diesen mesozoischen Schichten gibt es auch viel jüngere quartäre. Von weit oben im Streitwald zieht sich ein Schwemmlandband nach Südwesten, das den erst weiter abwärts einsetzenden Bach dann beidseits bis zum Klingeneintritt begleitet. Am Klingenende hat der Bach einen kleinen Schwemmfächer abgelagert, er mündet wenig danach in den Auenlehmen des Jagsttalgrundes.

## Natur und Schutzgebiete
In der Jagsttalaue mündet der Bach im Landschaftsschutzgebiet Mittleres Jagsttal mit Nebentälern und angrenzenden Gebieten.

### LUBW
Amtliche Online-Gewässerkarte mit passendem Ausschnitt und den hier benutzten Layern: Lauf und Einzugsgebiet des Bachs vom Herdfeld

Allgemeiner Einstieg ohne Voreinstellungen und Layer: Daten- und Kartendienst der Landesanstalt für Umwelt Baden-Württemberg (LUBW) (Hinweise)
1. 1 2 3 4 5  Höhe nach dem Höhenlinienbild auf dem Hintergrundlayer Topographische Karte.
2. ↑  Länge abgemessen auf dem Hintergrundlayer Topographische Karte.
3. ↑  Einzugsgebiet abgemessen auf dem Hintergrundlayer Topographische Karte.
4. ↑  Natur teilweise nach dem Layer Geschützte Biotope.
5. ↑  Seefläche abgemessen auf dem Hintergrundlayer Topographische Karte.
6. ↑  Landschaftsschutzgebiet nach dem einschlägigen Layer

### Andere Belege
1. ↑  Alte Mündungssituation nach:
  - Meßtischblatt 6725 Gerabronn von 1938 in der Deutschen Fotothek
2. ↑  Wolf-Dieter Sick: Geographische Landesaufnahme: Die naturräumlichen Einheiten auf Blatt 162 Rothenburg o. d. Tauber. Bundesanstalt für Landeskunde, Bad Godesberg 1962. → Online-Karte (PDF; 4,7 MB)
3. ↑  Geologie nach den Layern zu Geologische Karte 1:50.000 auf: Mapserver des Landesamtes für Geologie, Rohstoffe und Bergbau (LGRB) (Hinweise)